# Conchopus signatus
Conchopus signatus är en tvåvingeart som beskrevs av Sadao Takagi 1965. Conchopus signatus ingår i släktet Conchopus och familjen styltflugor. Inga underarter finns listade i Catalogue of Life.